# Chalon
Chalon (Chalon, Soledad Costanoans), jedna od nekoliko skupina Costanoan Indijanaca s misije Soledad u Kaliforniji. Granice ovog plemena koje je graničilo s Mutsunima na istoku, Rumsenima na sjeveru, Salinanima na jugu i Esselenima na zapadu, nisu točno poznate. Među njihova sela ubrajaju se Aspasniagan, Chulare, Ekgiagan i Ichenta. Ostala sela su bila Eslanagan (pleme Esselen), Goatcharones (misiji San Juan Bautista) i Yumanagan (misija San Carlos).
Chaloni su bili lovci i sakupljači među kojima su Španjolci 1791. utemeljili misiju Nuestra Señora de la Soledad. gdje su većinom pokršteni. jezik (chalon) pripadao je porodici Costanoan, velika porodica Penutian.

## Vanjske poveznice
- Costanoan Family Indian Bands, Gens and Clans  Arhivirana inačica izvorne stranice od 17. svibnja 2008. (Wayback Machine)